# Hohle Kopfweide Ruggell

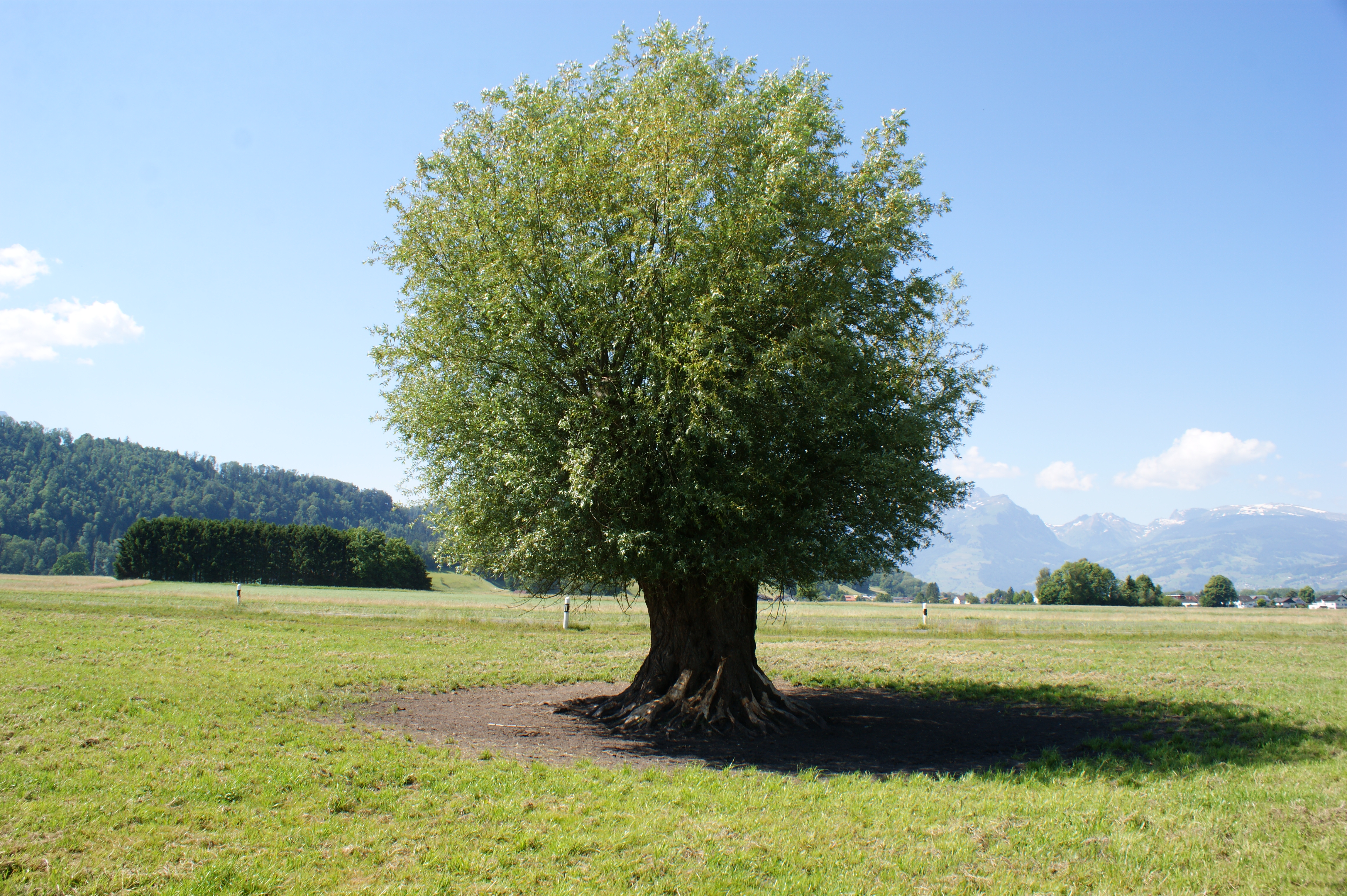
Silberweide/Weissweide im Oskarietle in Ruggell (im Juni 2020)

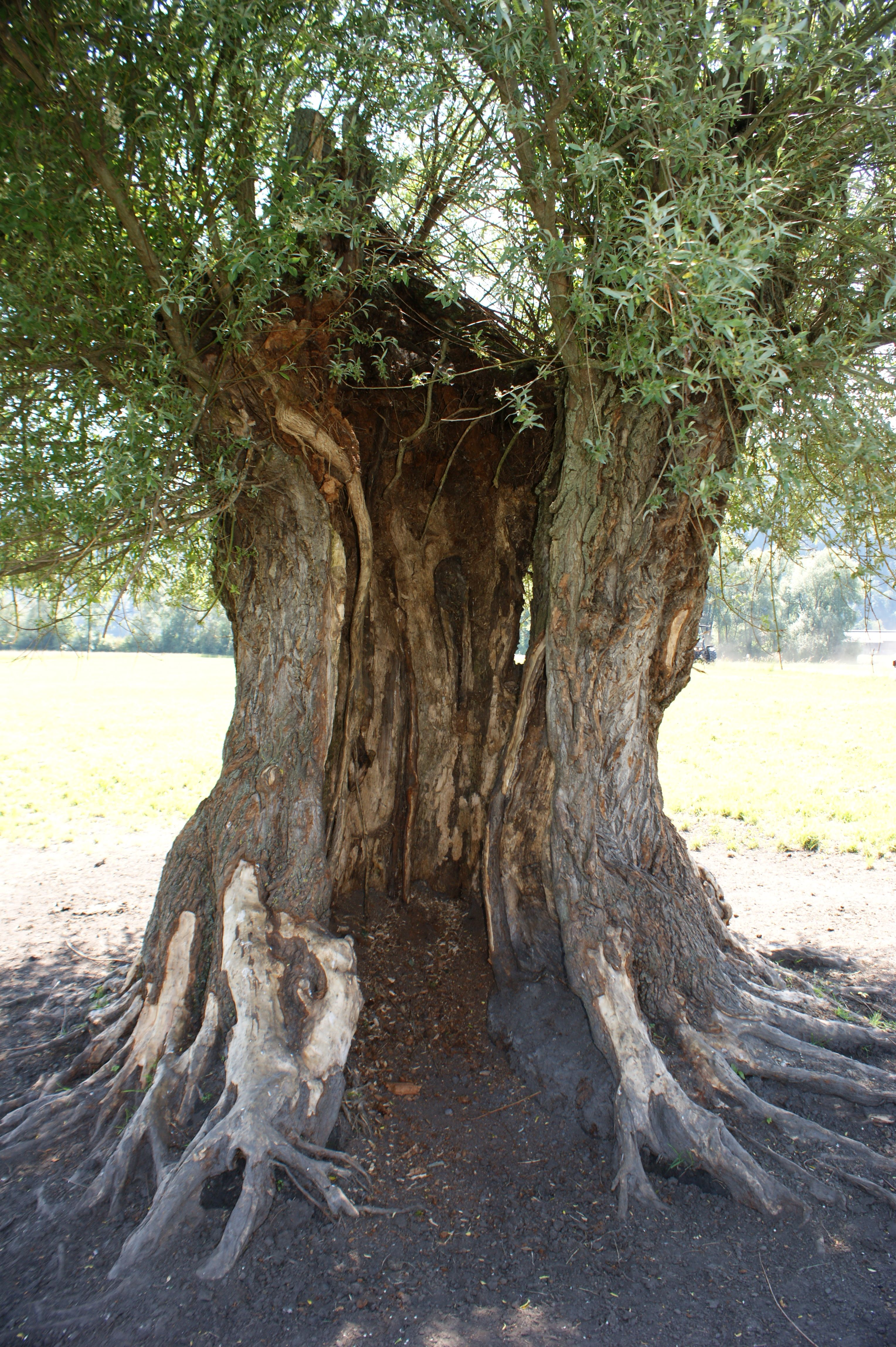
Die Weide ist innen ganz hohl

Das schützenswerte Naturdenkmal Weissweide (auch: Felbe bzw. Silberweide) befindet sich in der Parzelle „Oskarietle“ in der Gemeinde Ruggell im Fürstentum, Liechtenstein.

## Lage
Die Weide befindet sich außerhalb des Dorfzentrums von Ruggel im Ried nahe der Freilandstraße (Noflerstraße) nach Feldkirch, Vorarlberg, auf etwa 431 m ü. A. Zum südwestlich gelegenen Dorfzentrum von Ruggel sind es etwa 1000 Meter Luftlinie, zum nordwestlich gelegenen Sennwald rund 3500 Meter und zum nordöstlich gelegenen Nofels rund 2800 Meter Luftlinie. Schellenberg liegt südlich etwa 1500 Meter entfernt.

## Abmessungen der Weide
Der Baum ist etwa 7 Meter hoch und hat einen Stammumfang von mehr als 5,5 Meter bzw. einen Durchmesser von etwa 1,75 Meter (2020). Ab einer Stammhöhe von etwa 3 Meter verzweigt sich der Baum zu einer rund 6 Meter breiten Krone.
Die Weide selbst ist hohl und teilweise morsch. Sie wurde vermutlich in früherer Zeit als Kopfweide (Felbe) genutzt. Der Baum weist auch deutlich sichtbare Stammfussverletzungen auf und abgestorbene Äste.